# Pulaski (outil)
Pour les articles homonymes, voir Pulaski.

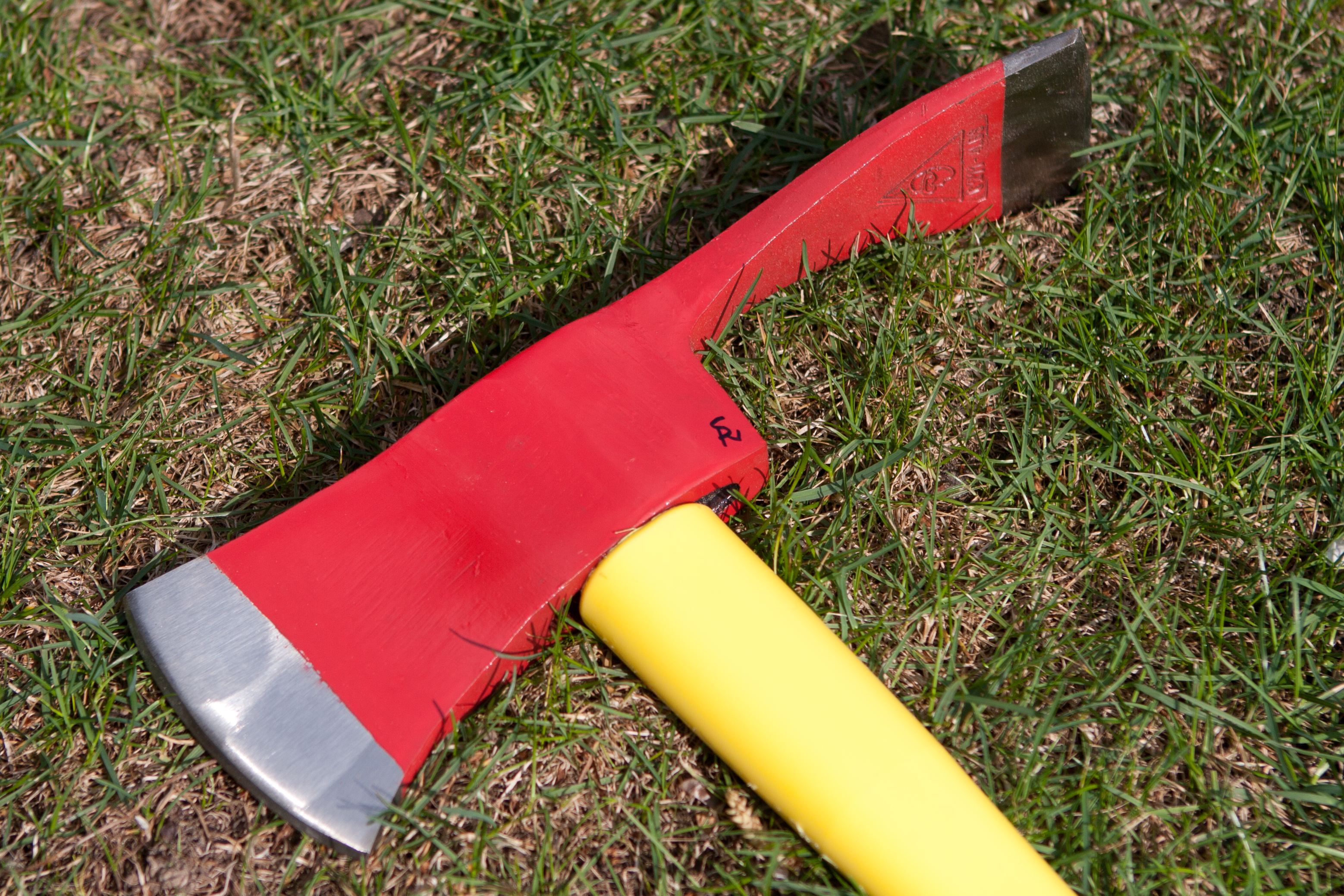
Une pulaski combine dans un seul outil une hache et une herminette.

La pulaski est un outil à main spécial utilisé pour la lutte contre les incendies, en particulier de forêt, qui combine une hache et une herminette. Similaire à une houe, elle a un manche en bois, plastique ou fibre de verre. La pulaski est utilisée pour la construction de pare-feux grâce à sa capacité à creuser le sol et couper le bois. Cet outil est également adapté à la construction de sentiers. La hache de la pulaski est l’outil principal, tandis que la lame de herminette  est secondaire, moins large.

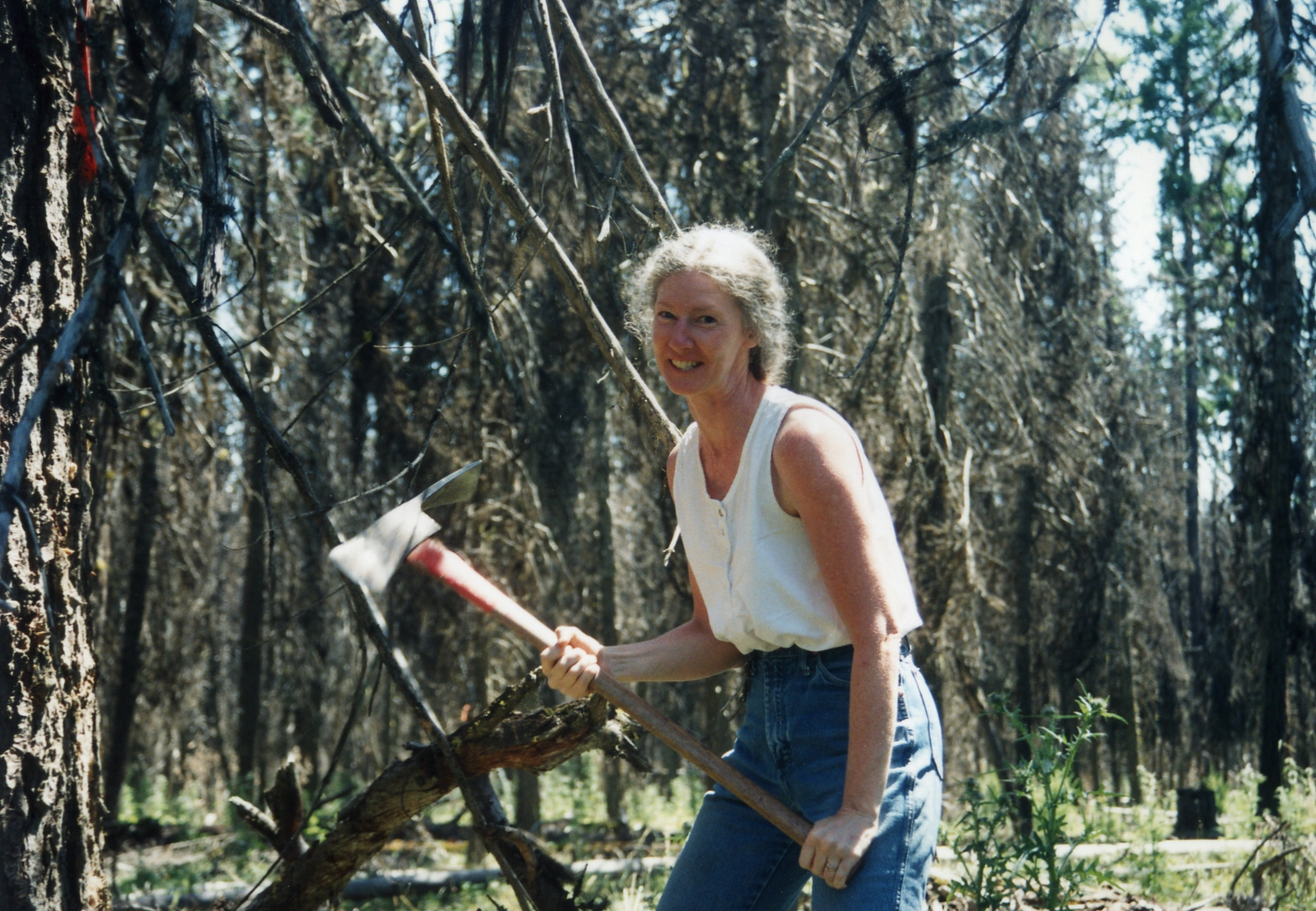
Entomologiste utilisant une pulaski en 1993.

## Histoire
Des outils similaires avaient été créés précédemment :
- dolabra du légionnaire romain ;
- Wiedehopfhaue, utilisé dans les Alpes depuis plus de 300 ans pour la plantation d’arbres ;
- outil produit en 1876 par la Collins Tool Company.

L’invention, ou la réinvention, en 1911,, de la pulaski est attribuée à Ed Pulaski (en), garde-forestier du Service des forêts des États-Unis, qui avait obtenu une certaine renommée pour avoir sauvé 45 sapeurs-pompiers durant le Grand incendie de 1910 (en) ayant touché l’Idaho. Cet évènement pourrait être le résultat de cette catastrophe, voyant la nécessité de meilleurs outils pour les sapeurs-pompiers. Il améliora en 1913 l’outil qui fut utilisé dans la région des montagnes Rocheuses. En 1920, le Service des forêts passa un marché pour la production de l’outil, mais celui-ci ne devient un outil standard national que dans les années 1930.